# VOCALOIDの派生キャラクター
VOCALOIDの派生キャラクターでは、VOCALOIDをモチーフとして、ファンの手によって創作されたキャラクターについて説明する。派生キャラクターという呼び方の他に創作ボーカロイド、亜流、亜種等の呼び方もされる。

## 概要
初音ミクをはじめとするVOCALOIDのファンの間では、VOCALOID製品のキャラクターをモチーフとして自由に名前や容姿、性格などを設定し、新しいキャラクターを創作するということが行われている。創作されたキャラクターの中には複数のユーザーが作品に取り入れているものも多い。最も早くに生み出された派生キャラクターであるはちゅねミクについては、2007年9月にニコニコ動画に投稿された初音ミクの登場した動画『VOCALOID2 初音ミクに「Ievan Polkka」を歌わせてみた』が大きな人気を博し、初音ミクのブームの発火点となるなど、その後の初音ミクのムーブメントに大きな影響を及ぼしている。VOCALOIDの派生キャラクターは2008年末時点で400種類以上が存在したと見られており、後に沈静化はしたものの一時はVOCALOIDの文化の一翼を担っていた。
なお、派生キャラクターの定義やどういったキャラクターを派生キャラクターに含めるかについては明確な基準が無く、同じキャラクターでも派生キャラクター等の範囲に含められている場合と、含められていない場合がある。2010年に発売されたムック『電撃レイヤーズBibleVol.2 VOCALOID』においては、ユーザーによる多数の人気動画作品に登場するコスチュームの異なるVOCALOIDそれぞれを「人気派生キャラクター」として紹介している。

## キャラクター
ファンによって作られた派生キャラクターの中で、商業利用も行われている主要なものを以下に挙げる。関連商品についてはモデルとなったVOCALOIDの記事も参照。
- 漫画『はちゅねミクの日常 ろいぱら!』に登場する、VOCALOIDをモデルにしたキャラクターについては、はちゅねミクの日常 ろいぱら!#登場人物を参照。
- 動画作品『護法少女ソワカちゃん』に登場する、初音ミクをモデルにしたキャラクターについては、護法少女ソワカちゃんを参照。
- 『悪ノ娘』シリーズに登場する、VOCALOIDをモデルにしたキャラクターについては、悪ノ娘#主な登場人物を参照。
- 漫画『ちびミクさん』に登場する、VOCALOIDをモデルにしたキャラクターについては、ちびミクさん#登場人物を参照。
- 小説『桜ノ雨』に登場する、VOCALOIDをモデルにしたキャラクターについては、桜ノ雨#登場人物を参照。
- 小説、漫画『囚人と紙飛行機』に登場する、VOCALOIDをモデルにしたキャラクターについては、囚人と紙飛行機#主な登場人物を参照。

### ピアプロキャラクターズをモチーフとしたキャラクター
「初音ミク」「鏡音リン」「鏡音レン」「巡音ルカ」「MEIKO」「KAITO」をモチーフとしたキャラクター。
詳細は「初音ミク#初音ミクのバリエーション・派生キャラクター」「ピアプロキャラクターズ#バリエーション・派生キャラクター」を参照。

### Lilyをモチーフとしたキャラクター
ハニーリリィ（ハリィ）
株式会社インターネットから発売されたVOCALOID2シリーズの第3弾「Lily」からのクリーチャー系派生キャラ。三頭身の背中に翅、頭に触覚、手に槍を持ったLilyの姿で、Lilyのカラーリングから蜂をモチーフにしている。2010年7月29日にビアプロに林ゆっけ（ハンドルネーム）によって投稿された非公式キャラであったが、2013年7月25日に株式会社エスケイジャパンから発売されたLily「イヤフォンジャック付きモバイルクリーナー」7種のうちの一つに、「ハニーリリィ」が商品化されており、インターネット公認となった。
MikuMikuDanceではハニーリリィ（ハニーリリーとも）よりも、略称の「ハリィ」と呼ばれる方が多い。

### VY2をモチーフとしたキャラクター
66（ロロ）
ヤマハが企画したキャラクター無しのVOCALOID「VY2」をイメージしたキャラクター。2011年2月に開かれた同人誌即売会「VOCALOID FESTA」での企画にて、ヤマハにより「VY2」のイメージキャラクターのひとつとして採用された。キャラクターデザインは家の裏でマンボウが死んでるPのメンバーでもある竜宮ツカサ。なお、「VOCALOID FESTA」はその後主催者側が解散しており、66は2011年12月に設立された「VOCALOID NEXT」の管理となっている。
キャラクターの商用利用としては小説『囚人と紙飛行機 少年パラドックス』に66をモデルにしたロロ・ローレライトが、小説『桜ノ雨 僕らが巡り逢えた奇跡』に勇馬（ロロ）が登場している。